# Intertemporales Recht
Das intertemporale Recht bestimmt als Teil des Kollisionsrechts, welche Rechtsnormen auf Sachverhalte zu bestimmten Zeiträumen anwendbar sind.
Kollisionsregeln, die das intertemporale Recht im Fall von Gesetzesänderungen betreffen, werden als Übergangsvorschriften bezeichnet.

## Grundsatz:tempus regit actum
Dem intertemporalen Recht liegt der Gedanke zu Grunde, dass für einen Sachverhalt immer die zur (Orts-)Zeit seines Ablaufs geltende Norm Anwendung findet. Es spielt also zum Beispiel keine Rolle, dass eine Rechtsfrage erst zu einem späteren Zeitpunkt von einem Gericht entschieden wird, in dem die damalige Norm nicht mehr gilt.
Dieser Grundsatz wird mit der lateinischen Formel tempus regit actum beschrieben, die in der Literatur mit „Die Zeit regiert das Geschäft“ übersetzt wird und besagt, dass sich das anwendbare Recht nach dem Zeitpunkt des fraglichen Geschehens bestimmt.

### Ausnahmen
- Rückwirkung: Eine Ausnahme von diesem Grundsatz stellt die Rückwirkung eines später erlassenen Gesetzes dar. Es regelt einen bereits abgeschlossenen und insoweit zurückliegenden Sachverhalt nachträglich mit Wirkung für die Vergangenheit.
- Nichtigkeit: Wenn ein Gesetz nachträglich für nichtig erklärt wird, kann es auch für zuvor abgeschlossene Sachverhalte keine Wirkung entfalten. Dies kann zum Beispiel der Fall sein, wenn ein Gesetz gegen die Radbruchsche Formel verstößt.

## Intertemporales Öffentliches Recht
Das intertemporale öffentliche Recht befasst sich insbesondere mit dem Vertrauensschutz des Bürgers gegenüber dem Staat. In nachkolonialen Gesellschaften stellen sich häufig intertemporale Rechtsfragen, wenn Rechtsverletzungen gegen indigene, vormals rechtlose Bevölkerungsteile bewertet werden sollen.

### Intertemporales Völkerrecht
Im Völkerrecht bestimmt das intertemporale Völkerrecht, dass innerhalb eines Territoriums die Normen desjenigen Staates gelten, zu dem das Territorium zu einem bestimmten Zeitpunkt gehört. Für völkerrechtliche Verträge ergibt sich dies aus Art. 28 der Wiener Vertragsrechtskonvention. Die Konvention selbst ist zwar gemäß Art. 4 zeitlich (ratione temporis) nur auf Verträge anwendbar, welche nach ihrem Inkrafttreten (von dem jeweiligen Mitgliedsstaat) geschlossen wurden. Weil die wichtigsten Regeln der Wiener Vertragsrechtskonvention jedoch bereits davor gewohnheitsrechtlich anerkannt waren, können im Einzelfall auch ältere Verträge nach diesen Regeln behandelt werden.
Der Grundsatz der Intertemporalität im Völkerrecht wird auf den Palmas-Fall zurückgeführt, den der Richter Max Huber am Ständigen Schiedshof 1928 entschied.

## Intertemporales Privatrecht
Das intertemporale Privatrecht regelt die Auswirkung von Rechtsänderungen auf fortbestehende Rechte und Rechtsverhältnisse. Es ist in Deutschland im Wesentlichen durch Friedrich von Savigny geprägt worden.
Nach dem Grundsatz tempus regit actum sind Rechtsgeschäfte und Prozesshandlungen nach der Rechtslage zu beurteilen, die im Augenblick ihrer Vornahme bestand.

## Intertemporales Strafrecht
Das intertemporale Strafrecht ist Teil des Strafanwendungsrechts. Hier ist insbesondere das strafrechtliche Rückwirkungsverbot zu beachten.

### Öffentliches Recht
- Matthias Kradolfer: Intertemporales öffentliches Recht. Ein Beitrag zum zeitlichen Kollisionsrecht unter besonderer Berücksichtigung des schweizerischen Verwaltungs- und Verfassungsrechts. Dike, Zürich St. Gallen 2020, ISBN 978-3-03891-230-9 (Habilitationsschrift, Universität Zürich, 2019).
- Edward Martin: The application of the doctrine of intertemporality in contentious proceedings (= Schriften zum Völkerrecht. Nr. 245). Duncker & Humblot, Berlin 2021, ISBN 978-3-428-18186-5 (Dissertation, Universität Hamburg, 2019).

### Privatrecht
- Martin Avenarius: Savignys Lehre vom intertemporalen Privatrecht (= Quellen und Forschungen zum Recht und seiner Geschichte 3). Wallstein, Göttingen 1993, ISBN 3-89244-059-X.
- Burkhard Hess: Intertemporales Privatrecht (= Jus Privatum. Nr. 26). Mohr Siebeck, Tübingen 1998, ISBN 978-3-16-146880-3 (Zugl.: München, Univ., Habil.-Schr., 1995/96).

### Strafrecht
- Gerhard Dannecker: Das intertemporale Strafrecht. Mohr, Tübingen 1993, ISBN 978-3-16-146019-7 (Zugl.: Freiburg (Breisgau), Univ., Habil.-Schr., 1991/92).
- Thomas Elsner: Das intertemporale Strafrecht und die deutsche Wiedervereinigung (= Berichte aus der Rechtswissenschaft). Shaker, Aachen 2000, ISBN 978-3-8265-5932-7 (Zugl.: Berlin, Humboldt-Univ., Diss., 1999; als Manuskript gedruckt).